# Sulfur
Sulfur - czwarty i ostatni singel amerykańskiej grupy Slipknot z ich czwartego albumu pod tytułem All Hope Is Gone. Wydany został 15 czerwca 2009 roku. Teledysk do piosenki wyreżyserowali wspólnie P.R. Brown i Shawn Crahan.

## Lista utworów
1. "Sulfur" [Radio Mix] - 4:37
2. "Sulfur" [teledysk]